# Pseudephebe
Pseudephebe — рід грибів родини Parmeliaceae. Назва вперше опублікована 1930 року.